# Licini Cecina
Licini Cecina (en llatí Licinius Caecina) va ser un senador romà partidari de l'emperador Otó l'any 69. Formava part de la família Cecina, una antiga família romana d'origen etrusc.
Segurament era el mateix Licini Cecina que Plini el Vell menciona com una persona de rang pretorià.